# هيرمان سنيلين

جدول سنلن نمطي لتقدير حدة الابصار

هرمان سنيلين (بالهولندية: Herman Snellen)‏ (19 فبراير 1834 – 18 يناير 1908) طبيب عيون هولندي الذي قدم مخطط سنيلين (1862). الذي يحتوي على حروف سوداء لاختبار حدة الابصار ، تولى منصب مدير للمستشفى هولندا لمرضى العيون بعد الدكتور فرانسيسكوس دوندرز.

## السيرة الذاتية
درس الطب في جامعة اوترخت على يد فرانسيسكوس دوندرز ، گراردوس يوهانس مولدر وياكوبوس شرودر ڤان در كولك، ليحصل على درجته الطبية في 1858. وتخصص في طب العيون، ليعمل مساعد طبيب في مستشفى هولندا لمرضى العيون (Nederlandsch Gasthuis voor Ooglijders) بعد الانتهاء من دراسته. وقد رُشِح لخلافة دوندرز مديراً للمعهد في 1884، وهو المنصب الذي شغله حتى 1903. وفي 1877 عُين أستاذاً لطب العيون في جامعة اوترخت. وقام بأبحاث في لابؤرية (عين)، ماء أزرق وأمراض العيون الأخرى، وكذلك ابحاث حول تصحيح حدة الابصار باستخدام النظارات وجراحة العين.

## جدول سنلن
فونتات الاختبار اخترعها في 1843 هاينريش كوخلر (1811-1873) وحسنهم طبيب العيون في ڤيينا إدوارد ييگر ريتر فون ياكستال (1818-1884) في 1854. وبعد ذلك بفترة قصيرة، اخترع سنلن جدوله من حروف مربعة الشكل. وسرعان ما لاقى هذا الجدول قبولاً في أرجاء العالم.

## كسر سنلن
كسر سنلن هو نسبة، على سبيل لامثال 20/20 أو 20/100 (النظير المتري للنسبة 6/6، 6/30)، تقيس حدة ابصار شخص ما مقارنة بمبصر معياري يتمتع بحدة ابصار عادية جيدة. 20/20 تعني أنه يستطيع تفسير شكلين اثنين من على بعد 20 قدم.
منذ اختراعه، بيعت نسخ من جدول سنلن في الولايات المتحدة أكثر من أي ملصق آخر. ومازال يعتبر رمزاً متعارف عليه للعيادات الطبية حتى في القرن 21.